# GNG13
Vezujući protein guaninskog nukleotida G(I)/G(S)/G(O) podjedinica gama-13 je protein koji je kod ljudi kodiran GNG13 genom.

## Interakcije
formira interakcije sa GNB5.

## Literatura
- Bonaldo MF, Lennon G, Soares MB (1997). „Normalization and subtraction: two approaches to facilitate gene discovery.”. Genome Res. 6 (9): 791—806. PMID 8889548. doi:10.1101/gr.6.9.791.
- Daniels RJ; Peden JF; Lloyd C;  . (2001). „Sequence, structure and pathology of the fully annotated terminal 2 Mb of the short arm of human chromosome 16.”. Hum. Mol. Genet. 10 (4): 339—52. PMID 11157797. doi:10.1093/hmg/10.4.339.
- Blake BL; Wing MR; Zhou JY;  . (2002). „G beta association and effector interaction selectivities of the divergent G gamma subunit G gamma(13).”. J. Biol. Chem. 276 (52): 49267—74. PMID 11675383. doi:10.1074/jbc.M106565200.
- Huang L; Max M; Margolskee RF;  . (2003). „G protein subunit G gamma 13 is coexpressed with G alpha o, G beta 3, and G beta 4 in retinal ON bipolar cells.”. J. Comp. Neurol. 455 (1): 1—10. PMID 12454992. doi:10.1002/cne.10396.
- Strausberg RL; Feingold EA; Grouse LH;  . (2003). „Generation and initial analysis of more than 15,000 full-length human and mouse cDNA sequences.”. Proc. Natl. Acad. Sci. U.S.A. 99 (26): 16899—903. PMC 139241 . PMID 12477932. doi:10.1073/pnas.242603899.
- Cuello F; Schulze RA; Heemeyer F;  . (2003). „Activation of heterotrimeric G proteins by a high energy phosphate transfer via nucleoside diphosphate kinase (NDPK) B and Gbeta subunits. Complex formation of NDPK B with Gbeta gamma dimers and phosphorylation of His-266 IN Gbeta.”. J. Biol. Chem. 278 (9): 7220—6. PMID 12486123. doi:10.1074/jbc.M210304200.
- Kato C; Mizutani T; Tamaki H;  . (2004). „Characterization of heterotrimeric G protein complexes in rice plasma membrane.”. Plant J. 38 (2): 320—31. PMID 15078334. doi:10.1111/j.1365-313X.2004.02046.x.
- Gerhard DS; Wagner L; Feingold EA;  . (2004). „The status, quality, and expansion of the NIH full-length cDNA project: the Mammalian Gene Collection (MGC).”. Genome Res. 14 (10B): 2121—7. PMC 528928 . PMID 15489334. doi:10.1101/gr.2596504.
- Martin J; Han C; Gordon LA;  . (2005). „The sequence and analysis of duplication-rich human chromosome 16.”. Nature. 432 (7020): 988—94. PMID 15616553. doi:10.1038/nature03187.
- Kimura K; Wakamatsu A; Suzuki Y;  . (2006). „Diversification of transcriptional modulation: large-scale identification and characterization of putative alternative promoters of human genes.”. Genome Res. 16 (1): 55—65. PMC 1356129 . PMID 16344560. doi:10.1101/gr.4039406.
- Li Z, Benard O, Margolskee RF (2006). „Ggamma13 interacts with PDZ domain-containing proteins.”. J. Biol. Chem. 281 (16): 11066—73. PMID 16473877. doi:10.1074/jbc.M600113200.